# Rhopalidae
Famille
Les Rhopalidae forment une famille d'insectes du sous-ordre des hétéroptères (punaises).

## Description
Ce sont des punaises ovales ou allongées, de taille moyenne. Leur tête est souvent triangulaire et leur pronotum sub-carré. Les glandes odorantes sont situées sur le métathorax et sont entourées d'une plaque évaporatoire mate. Les cories ont un aspect un peu différent des autres  punaises, elles sont souvent transparentes entre les nervures, ou au minimum peu sclérifiées. Leur 4e article antennaire est épaissi. Les pattes n'ont pas d'épines. Le dimorphisme sexuel est faible, les femelles étant un peu plus grandes que les femelles. En France elles mesurent entre 5 et 16 mm.

## Habitat
Ce sont des punaises terrestres, vivant dans tous les types de milieux, dans la strate herbacée. La majorité des espèces françaises préfèrent tout de même les milieux ensoleillés, secs et à végétation dense.

## Biologie

### Cycle de vie
Les œuf sont allongés de type Pentatomorphe avec un pseudo-opercule. Ils sont souvent fixés par un appendice basal à la face inférieure des feuilles. Ils sont généralement pondus par groupe d’une dizaine d'œufs (Moulet, 1995).
Comme chez la plupart des punaises, il y a 5 stades juvéniles dont la durée de développement varie selon les espèces et la température.

### Alimentation
Elles sont phytophages, avec souvent une large polyphagie, chaque espèce pouvant se nourrir d’une à plusieurs familles de plantes (20 pour Rhopalus parumpunctatus).

### Moyen de défense
Elles ont des glandes odorantes, servant de répulsif face aux prédateurs.

## Systématique
La famille des Rhopalidae a été décrite par les entomologistes français Charles Jean-Baptiste Amyot et Jean Guillaume Audinet-Serville en 1843. Le genre type pour la famille est Rhopalus Schilling, 1827. En France, la famille est représentée par 21 espèces.

### Synonymie
- Corizidae Costa, 1853[3].

### Taxinomie
Liste des sous-familles
- Rhopalinae Amyot & Serville, 1843
- Serinethinae Stål, 1873

Liste des genres
Selon NCBI (27 février 2017) :
- genre Aeschyntelus
- genre Agraphopus
- genre Arhyssus
- genre Aufeius
- genre Boisea
- genre Brachycarenus
- genre Chorosoma
- genre Corizus
- genre Harmostes
- genre Leptocoris
- genre Liorhyssus
- genre Myrmus
- genre Rhopalus
- genre Serinthea
- genre Stictopleurus

Liste des sous-familles, tribus et genres
Selon ITIS (27 février 2017) :
- sous-famille Rhopalinae Amyot & Serville, 1843
  - tribu Chorosomatini Fieber, 1860
    - genre Xenogenus Berg, 1883

  - tribu Harmostini Stål, 1873
    - genre Aufeius Stål, 1870
    - genre Harmostes Burmeister, 1835

  - tribu Niesthreini Chopra, 1967
    - genre Arhyssus Stål, 1870
    - genre Niesthrea Spinola, 1837

  - tribu Rhopalini Amyot & Serville, 1843
    - genre Liorhyssus Stål, 1870
    - genre Rhopalus Schilling, 1827
    - genre Stictopleurus Stål, 1872
- sous-famille Serinethinae Stål, 1873
  -     - genre Boisea Kirkaldy, 1910
    - genre Jadera Stål, 1862
- non classé
  -     - genre Ithamar Kirkaldy, 1902